# Ghanaisch-haitianische Beziehungen
Die ghanaisch-haitianischen Beziehungen beschreiben das bilaterale Verhältnis zwischen der Republik Ghana einerseits und der Republik Haiti andererseits.
Das im Jahr 1957 vom Vereinigten Königreich unabhängig gewordene Ghana und das im Jahr 1804 von Frankreich unabhängig gewordene Haiti unterhalten diplomatische Beziehungen und vereinbarten im Jahr 1961 den Austausch von Botschaftern.
Ghana unterhält eine Botschaft in Havanna/Kuba, deren Leiter in Port-au-Prince nebenakkreditiert ist. Haiti ist in Ghana durch einen Honorarkonsul vertreten.
Die Formalisierung der bilateralen Beziehungen im Jahr 1961 erbrachte weder im politischen noch im wirtschaftlichen oder kulturellen Bereich besondere zu beobachtende Aktivitäten.